# Estación de Sintra
La estación de tren de Sintra es la estación terminal de la línea de Sintra. Se encuentra en la localidad de Sintra, en Portugal, siendo inaugurada el 2 de abril de 1887.

## Descripción
La estación es accesible desde la Avenida Dr. Miguel Bombarda de Sintra. 
Posee tres vías, con 208, 194 y 178 metros de largo, sus andenes son de 221 metros de longitud y 90 cm de altura. 

## Historia
La primera iniciativa de una conexión ferroviaria entre Lisboa y Sintra fue presentada por el ingeniero M. A. Thomé de Gamond, en 1870. Esta línea de naturaleza urbana, se iniciaría en la estación de Santa Apolónia, en Lisboa, recorriendo Cascais y Colares, con un total de unos 45 kilómetros.
El trazado original da Línea de Sintra, entre esta estación y Alcântara-Terra, entró en explotación el 2 de abril de 1887.
La compañía Caminhos de Ferro Portugueses, realizó en 1933 reparaciones mayores y mejoras en la estación. En 1993, una nueva remodelación fue realizada como parte de un proyecto de modernización del material rodante y la infraestructura ferroviaria por la operadora Comboios de Portugal